# Thulasimathi Murugesan
Thulasimathi Murugesan, né le 11 avril 2002 en Inde, est une joueuse paralympique de badminton originaire de l'État du Tamil Nadu. Elle représente l'Inde aux Jeux paralympiques asiatiques de 2022 qui se sont tiennent à Ganzhou, en Chine. Elle remporte trois médailles dans les compétitions de para-badminton, en catégories SL3-SU5 et SU5. Elle entre dans l'histoire du sport indien en devenant la première femme indienne à remporter une médaille d'argent paralympique, après son parcours jusqu'à la finale dans la catégorie SU5.
Elle est vice-championne du monde en 2023, puis l'année suivante remporte aussi la médaille d'argent aux Jeux paralympiques d'été de 2024, à Paris.

## Biographie

### Jeunesse et formation
Thulasimathi Murugesan est originaire de Kanchipuram, dans l'État de Tamil Nadu en Inde. Elle souffre d’une malformation de la main gauche depuis sa naissance, ce qui limite ses mouvements et sa flexion du bras à moins de 30 %. Son père Murugesan, fervent sportif, fait jouer ses deux filles ensemble, sans révéler son état à Thulasimathi. Elle est soutenue par sa sœur, Kiruttigha. Elle est ensuite repérée par l'entraîneur Irfan, qui joue un rôle déterminant pour l'amener à la Gopichand Academy à Hyderabad avec le soutien d'Olympic Gold Quest. Elle étudie la médecine vétérinaire dans un collège de Namakkal, affilié à l'Université vétérinaire et des sciences animales du Tamil Nadu, dans la ville de Chennai,.

### Carrière sportive
Thulasimathi Murugesan remporte en décembre 2023 la médaille d'or en double féminin avec Manasi Joshi au 5e Fazza Dubai Para Badminton International 2023. Elle remporte ensuite une médaille de bronze en double mixte SL3 et SU5, avec Nitesh Kumar. Avec Manasi, elle est deuxième au classement mondial de double para-badminton. Elle s'entraîne avec les entraîneurs Gopichand et Irfan à Hyderabad. Elle est soutenue par Olympic Gold Quest.
Lors des Jeux paralympiques d'Asie à Hangzhou, elle remporte trois médailles, une médaille d'or, une d'argent et une de bronze. Elle remporte une autre médaille de bronze le 25 octobre 2023 en double mixte SL3-SU5 avec Nitesh Kumar. Elle remporte ensuite une médaille d'argent avec Manasi Joshi dans le double féminin SL3-SU5 le 27 octobre et rempote une médaille d'or dans la catégorie individuelle féminine SU5,.
Elle remporte la médaille d'argent aux Jeux paralympiques d'été de 2024 à Paris, s'inclinant seulement en finale face à la chinoise Yang Qiuxia sur le score 17-21, 10-21. Elle est la première Indienne à remporter la médaille d'argent au badminton en simple.

## Récompenses
Thulasimathi Murugesan reçoit le prix Sportstar Aces Awards 2024 de la sportive de l'année pour ses exploits réalisés en 2023.

## Palmarès

### Jeux paralympiques
Simple dames SU5
| Année | Lieu                                      | Adversaire  | Score        | Résultat |
| ----- | ----------------------------------------- | ----------- | ------------ | -------- |
| 2024  | Arena Porte de la Chapelle, Paris, France | Yang Qiuxia | 17-21, 10-21 | Argent   |

### Championnats du monde
Double dames
| Année | Lieu                                                                 | Partenaire   | Adversaire                            | Score        | Résultat |
| ----- | -------------------------------------------------------------------- | ------------ | ------------------------------------- | ------------ | -------- |
| 2024  | Palais des expositions et des congrès de Pattaya, Pattaya, Thaïlande | Manasi Joshi | Leani Ratri Oktila Khalimatus Sadiyah | 20–22, 17–21 | Argent   |